# 퍽 (밴드)
퍽(Fuck)은 미국 오클랜드 주에서 결성 된 인디 록 밴드이다. 그들은 여러 레코드사와 계약을 하며 앨범을 냈다.

## 결성
밴드 구성원들은 유치장에서 만났다. 그리고 수감 중 몇곡을 작곡했다.

## 활동
밴드는 이탈리아와 미국 곳곳에 있는 여러 음반사와 합작을 냈으며 마지막 앨범은 2003년에 녹음한 'Those Are Not My Bongos '이다. 2008년 그들은 Holy Fuck, Fucked Up 그리고 Fuck Buttons와 함께 오스트리아 푸킹에서 합동 페스티벌을 열었다. 동년 그들은 유튜브 웹사이트에 뮤직비디오를 게재했다.
현재 티모시는 멤피스에 거주 중이며, 다른 멤버들은 샌프란시스코에 거주 중이다.
2003년 이후로 앨범을 내놓지 않고 활동도 줄어들었으나 2016년 12월 새 레코드사와 계약함과 동시에 'Pretty...Slow'를 재발매했다

## 앨범
- Fuck - Rhesus - 1994
- Pretty...Slow (CD) - Rhesus - 1996
- Baby Loves a Funny Bunny (CD) - Rhesus - 1996
- Pardon My French (CD) - Matador - 1997
- Conduct (CD) - Matador - 1998
- Cupid's Cactus (CD) - Smells Like Records - 2001
- Gold Bricks (CD) - Homesleep Records - 2001
- Those Are Not My Bongos (CD) - Homesleep Records - 2003

## 싱글 및 EP
- "MonkeyBeautyShotgun" (7") - Rhesus - 1994
- "LikeyouButterflySomewheres" (7") - Rhesus - 1995
- "Fish or Fry" (7") - Academy of Chess and Checkers - 1996
- "TetherFuckmotel" (7") - Jagjaguwar - 1997
- "Tocotronic" (7") - Rhesus - 1998
- "Moxie" (7") - Rhesus - 1998
- "Yuppie Flu" (7") - Rhesus - 1999
- "BlindbeautyMadeup" (7") - Speakerphone Recordings - 1999
- "Mumble and Peg" (7") - Vaccination Records - 1999
- "Pee" (7") - Cool Beans Records - 2000
- "Homesleep Singles Club No. 4" (CD) - Homesleep Records - 2003